# Nekrolog 4. Quartal 1968
Nekrolog
◄◄
| ◄
| 1964
| 1965
| 1966
| 1967
| 1968 | 1969 | 1970 | 1971 | 1972 | ► | ►►
1. Quartal |
2. Quartal |
3. Quartal |
4. Quartal 1968
Weitere Ereignisse | Allgemeiner Nekrolog 1968
Die Beschreibung der verstorbenen Person sollte so kurz wie möglich gehalten sein und nur deren signifikante Tätigkeit(en) enthalten.
Neue Namen ggf. auch unter dem Geburts- und Sterbedatum, also etwa unter 1. Januar und im Geburts- und Sterbejahr (2024) eintragen (nur bei entsprechender großer Wichtigkeit). Für Beispiele siehe die schon vorhandenen Artikel.
Außerdem über die fünf zuletzt Verstorbenen, zu denen es einen ausreichend guten Artikel für eine Präsentation auf der Hauptseite gibt, nach der todesbedingten Überarbeitung der Artikel ggf. auch unter Wikipedia Diskussion:Hauptseite informieren und sie am besten auch in den anderen Wikipedia-Sprachversionen eintragen. Tipp: Regelmäßig bei news.google.de nach „ist tot“, „gestorben“ oder „verstorben“ suchen.
Wenn eine Person gestorben ist, gibt es viele Seiten zu dieser Person in der Wikipedia, die davon auch betroffen sind und entsprechend aktualisiert werden müssen. Beispiele: Namenübersichtsseite, Geburtsjahr, Geburtsort-Seiten und viele mehr.
Wie finde ich die betroffenen Seiten?
Im Suchfeld auf der linken Seite gibt man den Suchbegriff so ein: „Vorname Nachname“. Dann klickt man auf Volltext und alle Seiten mit entsprechendem Suchtext werden aufgerufen. Hier sieht man dann schnell, wo auch das Todesjahr Sinn macht oder sogar ein Teil des Artikels angepasst werden muss. Auch hilft das „Werkzeug“ auf der linken Seite sehr gut, um solche Seiten aufzufinden: „Links auf diese Seite“. Somit ist die Wikipedia wieder aktuell in allen Bereichen! Hinweis: bei Eintragung der Kategorie „Gestorben JAHR“ wird der Missbrauchsfilter 49 ausgelöst, was jedoch nicht schlimm ist. Siehe: Spezial:Missbrauchsfilter/49
Dies ist eine Liste von im vierten Quartal 1968 verstorbenen bekannten Persönlichkeiten. Die Einträge erfolgen innerhalb der einzelnen Daten alphabetisch sortiert. Tiere sind im Nekrolog für Tiere zu finden.

## Oktober
| Tag         | Name                                  | Beruf, bekannt als                                                                                              | Alter | Beleg |
| ----------- | ------------------------------------- | --- | ----- | ----- |
| 1. Oktober  | Romano Guardini                       | deutscher Philosoph und katholischer Theologe                                                                   | 83    |       |
| 1. Oktober  | Renate von Roques                     | deutsche Politikerin (CDU), MdA                                                                                 | 56    |       |
| 1. Oktober  | Eugen Stabe                           | deutscher Radrennfahrer                                                                                         | 85    |       |
| 1. Oktober  | Hermann Winkhaus                      | deutscher Industrieller                                                                                         | 71    |       |
| 2. Oktober  | Eberhard Ackerknecht                  | deutsch-schweizerischer Veterinär                                                                               | 85    |       |
| 2. Oktober  | Marcel Duchamp                        | französisch-amerikanischer Maler und Objektkünstler                                                             | 81    |       |
| 2. Oktober  | Heinrich Guthmann                     | deutscher Gynäkologe und Hochschullehrer                                                                        | 75    |       |
| 2. Oktober  | Friedrich Lenz                        | deutscher Wirtschaftswissenschaftler und Hochschullehrer                                                        | 82    |       |
| 2. Oktober  | Leonard Praskins                      | britischer Drehbuchautor                                                                                        | 72    |       |
| 2. Oktober  | Fritz Karl Zbinden                    | Schweizer Maler, Zeichner und Grafiker                                                                          | 71    |       |
| 3. Oktober  | Otto Delling                          | deutscher Maler                                                                                                 | 84    |       |
| 03. Oktober | Werner Ekman                          | finnischer Sportschütze                                                                                         | 75    |       |
| 3. Oktober  | Heinrich Lücking                      | deutscher Politiker (SPD), MdL                                                                                  | 84    |       |
| 3. Oktober  | Andrzej Marusarz                      | polnischer Skisportler                                                                                          | 55    |       |
| 3. Oktober  | Pierre Mulele                         | maoistischer Politiker der Demokratischen Republik Kongo                                                        | 39    |       |
| 3. Oktober  | Heinz Pfeiffenberger                  | deutscher Bühnenbildner                                                                                         | 57    |       |
| 4. Oktober  | Francis Biddle                        | US-amerikanischer Richter, unter anderem bei den Nürnberger Prozessen                                           | 82    |       |
| 4. Oktober  | August Dresbach                       | deutscher Politiker (CDU), MdB, MdL                                                                             | 73    |       |
| 4. Oktober  | L. Albert Hahn                        | deutscher Bankier und Nationalökonom                                                                            | 78    |       |
| 4. Oktober  | Hans Hirschmann                       | deutscher Politiker, Landrat (CDU)                                                                              | 75    |       |
| 4. Oktober  | Imamura Hitoshi                       | General der Kaiserlich Japanischen Armee                                                                        | 82    |       |
| 4. Oktober  | Lawrence M. Judd                      | siebter Territorialgouverneur von Hawaii                                                                        | 81    |       |
| 4. Oktober  | Edmund Ernst Stengel                  | deutscher Historiker und Diplomatiker                                                                           | 88    |       |
| 4. Oktober  | Walter Weinacht                       | deutscher Schauspieler                                                                                          | 81    |       |
| 5. Oktober  | Jóhannes á Borg                       | isländischer Ringer, Zirkuskünstler und Hotelier                                                                | 85    |       |
| 5. Oktober  | Wilhelm Geyer                         | deutscher Maler, Graphiker und Glasmaler                                                                        | 68    |       |
| 5. Oktober  | Herman Lommel                         | deutscher Indoiranist und Religionswissenschaftler                                                              | 83    |       |
| 06. Oktober | Erich Graf von Bernstorff-Gyldensteen | deutscher Sportschütze                                                                                          | 85    |       |
| 6. Oktober  | Lucien Brouha                         | belgischer Ruderer                                                                                              | 68    |       |
| 6. Oktober  | Amedeo Marchi                         | italienischer Turner                                                                                            | 79    |       |
| 6. Oktober  | Richard Münch                         | deutscher Politiker (CDU)                                                                                       | 79    |       |
| 6. Oktober  | Phyllis Nicolson                      | englische Mathematikerin                                                                                        | 51    |       |
| 6. Oktober  | Robert Pasemann                       | deutscher Leichtathlet                                                                                          | 81    |       |
| 6. Oktober  | Iosif Petschovski                     | ungarischer und rumänischer Fußballspieler                                                                      | 47    |       |
| 7. Oktober  | August Härter                         | deutscher Architekt                                                                                             | 82    |       |
| 7. Oktober  | Albrecht Peiper                       | deutscher Kinderarzt                                                                                            | 78    |       |
| 7. Oktober  | James K. Pollock                      | US-amerikanischer Politikwissenschaftler                                                                        | 70    |       |
| 7. Oktober  | Johnny Richards                       | US-amerikanischer Jazzarrangeur des Modern Jazz                                                                 | 56    |       |
| 7. Oktober  | Hermann Zweigenthal                   | österreichisch-deutsch-US-amerikanischer Architekt                                                              | 64    |       |
| 8. Oktober  | Hermann Lüdke                         | deutscher Flottillenadmiral                                                                                     | 56    |       |
| 8. Oktober  | Karl Morgenschweis                    | deutscher Geistlicher (katholisch), Anstaltspriester im Gefängnis Landsberg (1932–1957)                         | 77    |       |
| 8. Oktober  | Albrecht Saathoff                     | deutscher lutherischer Pastor und Historiker                                                                    | 93    |       |
| 8. Oktober  | Armin Schweizer                       | Schweizer Schauspieler                                                                                          | 76    |       |
| 8. Oktober  | Frank Skinner                         | US-amerikanischer Komponist                                                                                     | 70    |       |
| 8. Oktober  | Horst Wendland                        | deutscher Generalmajor                                                                                          | 56    |       |
| 9. Oktober  | Joseph Czarnota                       | US-amerikanischer Eishockeyspieler                                                                              | 43    |       |
| 9. Oktober  | Hans Graf                             | deutscher Politiker (NSDAP), Bürgermeister der Stadt Deggendorf                                                 |       |       |
| 9. Oktober  | Jakob Kriegseis                       | deutscher Politiker (SPD), MdL                                                                                  | 83    |       |
| 9. Oktober  | Ewald Krümmer                         | deutscher Diplomat und Politiker (FDP), MdB, Oberbürgermeister von Iserlohn                                     | 72    |       |
| 9. Oktober  | Jean Paulhan                          | französischer Schriftsteller und Publizist                                                                      | 83    |       |
| 9. Oktober  | Gottfried Reimann-Hunziker            | Schweizer Chirurg und Urologe                                                                                   | 60    |       |
| 9. Oktober  | Nikolai Andreew Stojanow              | bulgarischer Botaniker                                                                                          | 84    |       |
| 9. Oktober  | Alberto Zérega Fombona                | venezolanischer Abgeordneter und Botschafter                                                                    |       |       |
| 10. Oktober | Viktor Hoven                          | deutscher Politiker (FDP), MdL, MdB                                                                             | 59    |       |
| 10. Oktober | Archibald Campbell Jordan             | südafrikanischer Schriftsteller und Sprachwissenschaftler                                                       | 61    |       |
| 10. Oktober | Arthur Lieutenant                     | deutscher Politiker (DVP, DDP, LDPD), MdV                                                                       | 84    |       |
| 10. Oktober | Nikifor                               | polnischer Maler                                                                                                | 73    |       |
| 10. Oktober | George Rainich                        | russisch-US-amerikanischer Physiker und Mathematiker                                                            | 82    |       |
| 11. Oktober | Émile Demangel                        | französischer Bahnradsportler                                                                                   | 86    |       |
| 11. Oktober | Guido Hoheisel                        | deutscher Mathematiker                                                                                          | 74    |       |
| 11. Oktober | Gilles Holst                          | niederländischer Physiker                                                                                       | 82    |       |
| 11. Oktober | August Mayer                          | deutscher Gynäkologe                                                                                            | 92    |       |
| 11. Oktober | Ibrahim Moustafa                      | ägyptischer Ringer                                                                                              | 64    |       |
| 11. Oktober | Selim Rauf Sarper                     | türkischer Politiker; Außenminister                                                                             | 69    |       |
| 11. Oktober | Josef Wastl                           | österreichischer Schwimmer und Anthropologe                                                                     | 75    |       |
| 11. Oktober | Hermann Wiederhold                    | deutscher Politiker (DVP, LDP, FDP), MdA                                                                        | 68    |       |
| 12. Oktober | Toussaint Franchi                     | französischer Politiker, Mitglied der Nationalversammlung                                                       | 75    |       |
| 12. Oktober | Otto Fuchs                            | österreichischer Fußballspieler                                                                                 | 75    |       |
| 12. Oktober | Harry Hebner                          | US-amerikanischer Schwimmer                                                                                     | 77    |       |
| 12. Oktober | Paul Joseph Kilday                    | US-amerikanischer Jurist und Politiker                                                                          | 68    |       |
| 12. Oktober | Michael A. Musmanno                   | US-amerikanischer Jurist und Marineoffizier, Richter am internationalen Militärgerichtshof in Nürnberg          | 71    |       |
| 12. Oktober | Otto Weigand                          | deutscher Beamter und Politiker (NSDAP), MdL                                                                    | 77    |       |
| 13. Oktober | Manuel Bandeira                       | brasilianischer Lyriker                                                                                         | 82    |       |
| 13. Oktober | Hossein Behzad                        | iranischer Miniaturist                                                                                          |       |       |
| 13. Oktober | Hardin Craig                          | US-amerikanischer Literaturwissenschaftler                                                                      | 93    |       |
| 13. Oktober | Alfred Friedrich                      | deutscher Luftfahrtpionier                                                                                      | 77    |       |
| 13. Oktober | John L. Hines                         | US-amerikanischer General, Chief of Staff of the Army                                                           | 100   |       |
| 13. Oktober | Gunnar Källén                         | schwedischer Physiker                                                                                           | 42    |       |
| 13. Oktober | Hermann Mirbt                         | deutscher Jurist und Rechtshistoriker                                                                           | 77    |       |
| 13. Oktober | Roberto Montenegro Nervo              | mexikanischer Künstler                                                                                          | 81    |       |
| 13. Oktober | Cristovam Pavia                       | portugiesischer Dichter und Germanist deutscher Abstammung                                                      | 35    |       |
| 13. Oktober | Ochrim Sudomora                       | ukrainischer Maler, Grafiker und Ethnograph                                                                     | 79    |       |
| 13. Oktober | Stanley Unwin                         | englischer Verleger                                                                                             | 83    |       |
| 13. Oktober | Joseph Franklin Wilson                | US-amerikanischer Politiker                                                                                     | 67    |       |
| 14. Oktober | Bert Gunther                          | niederländischer Ruderer                                                                                        | 68    |       |
| 14. Oktober | Martin Hesse                          | Schweizer Fotograf                                                                                              | 57    |       |
| 14. Oktober | David W. Hopkins                      | US-amerikanischer Politiker                                                                                     | 70    |       |
| 15. Oktober | Franz Beyer                           | deutscher Offizier, zuletzt General der Infanterie im Zweiten Weltkrieg                                         | 76    |       |
| 15. Oktober | Baptist Lentz                         | deutscher Jurist                                                                                                | 81    |       |
| 15. Oktober | Franz Reizenstein                     | deutscher Komponist und Pianist                                                                                 | 57    |       |
| 15. Oktober | Oscar Rennebohm                       | US-amerikanischer Politiker                                                                                     | 79    |       |
| 16. Oktober | Edric Connor                          | britischer Schauspieler                                                                                         | 55    |       |
| 16. Oktober | Kurt Dieterich                        | deutscher Ingenieur, Fabrikdirektor und Senator (Bayern)                                                        | 70    |       |
| 16. Oktober | Walter Friedrich                      | deutscher Biophysiker und Politiker, MdV                                                                        | 84    |       |
| 16. Oktober | Freddie Frinton                       | englischer Komiker                                                                                              | 59    |       |
| 16. Oktober | Norman Hallows                        | britischer Mittelstreckenläufer                                                                                 | 81    |       |
| 16. Oktober | Karl Patteisky                        | österreichischer Geologe                                                                                        | 77    |       |
| 16. Oktober | Illtyd Buller Pole-Evans              | walisischer Botaniker im Gebiet der Mykologie und Spermatophyten                                                | 89    |       |
| 16. Oktober | Erich Wiesner                         | deutscher Politiker (KPD, SED) und Journalist                                                                   | 71    |       |
| 17. Oktober | Norman Ebbutt                         | britischer Journalist                                                                                           | 74    |       |
| 17. Oktober | Walter Harckensee                     | deutscher Politiker (Deutschen Aufbaupartei, Deutsche Konservativen Partei, DKP-DRP), MdL                       | 75    |       |
| 17. Oktober | Tuure Nieminen                        | finnischer Skispringer                                                                                          | 74    |       |
| 18. Oktober | Joseph A. Gavagan                     | US-amerikanischer Jurist und Politiker                                                                          | 76    |       |
| 18. Oktober | Otto Krieger                          | Lehrer, Biologe, Sexualpädagoge und Schriftsteller                                                              | 88    |       |
| 18. Oktober | Lee Tracy                             | US-amerikanischer Film- und Theaterschauspieler                                                                 | 70    |       |
| 19. Oktober | Aldo Capitini                         | italienischer Philosoph, Antifaschist und Pazifist                                                              | 68    |       |
| 19. Oktober | Ella Ensink                           | deutsche Filmeditorin                                                                                           | 71    |       |
| 19. Oktober | Josef Gielen                          | österreichischer Schauspieler, Regisseur und Direktor des Wiener Burgtheaters von deutscher Herkunft            | 77    |       |
| 19. Oktober | Willy Glogner                         | deutscher Architekt                                                                                             | 99    |       |
| 19. Oktober | Reinhold Henzler                      | deutscher Ökonom, Professor für Betriebswirtschaftslehre                                                        | 66    |       |
| 19. Oktober | Gustav Mäurer                         | deutscher Violinist und Komponist                                                                               | 88    |       |
| 19. Oktober | Julia Lee Niebergall                  | US-amerikanische Ragtimekomponistin                                                                             | 82    |       |
| 19. Oktober | Egbert Otto                           | deutscher Politiker (NSDAP, Bund der Vertriebenen), MdR                                                         | 63    |       |
| 20. Oktober | Paul Vincent Carroll                  | irischer Dramatiker                                                                                             | 68    |       |
| 20. Oktober | Bud Flanagan                          | britischer Entertainer                                                                                          | 72    |       |
| 20. Oktober | Harry Gondi                           | deutscher Schauspieler                                                                                          | 68    |       |
| 20. Oktober | Rudolf Reißenweber                    | deutscher Politiker (CSU)                                                                                       | 61    |       |
| 20. Oktober | August Werner                         | deutscher Fußballspieler                                                                                        | 72    |       |
| 21. Oktober | Andy Aitkenhead                       | schottisch-kanadischer Eishockeytorwart                                                                         | 64    |       |
| 21. Oktober | Adam Berenz                           | römisch-katholischer Geistlicher und Widerstandsaktivist in der Batschka während der Zeit des Nationalsozial... | 70    |       |
| 21. Oktober | Emil Feldmann                         | deutscher Politiker (USPD, SPD), MdL                                                                            | 73    |       |
| 21. Oktober | Robert Grosse                         | deutscher Althistoriker und Gymnasiallehrer                                                                     | 87    |       |
| 21. Oktober | Herbert Jarczyk                       | deutscher Komponist                                                                                             | 55    |       |
| 21. Oktober | Max Necker                            | deutscher Jurist und Politiker                                                                                  | 78    |       |
| 21. Oktober | Paul Neill                            | US-amerikanischer Elektroingenieur                                                                              | 86    |       |
| 21. Oktober | Gertrude Pritzi                       | österreichische Tischtennisspielerin                                                                            | 48    |       |
| 22. Oktober | Léopold Boissier                      | Schweizer Jurist, Präsident des Internationalen Komitees vom Roten Kreuz                                        | 75    |       |
| 22. Oktober | Georg Ertl                            | deutscher Fußballtorhüter                                                                                       | 67    |       |
| 22. Oktober | Rosa Lee Hill                         | US-amerikanische Bluesmusikerin                                                                                 | 58    |       |
| 22. Oktober | Erich Kemna                           | deutscher Maschinenbauingenieur                                                                                 | 66    |       |
| 22. Oktober | Demetrio Moscato                      | italienischer römisch-katholischer Geistlicher und Erzbischof von Salerno                                       | 80    |       |
| 23. Oktober | Theodore Thomson Flynn                | australischer Meeresbiologe                                                                                     | 85    |       |
| 23. Oktober | Victor Borosini von Hohenstern        | deutsch-österreichischer Offizier und Diplomat                                                                  | 96    |       |
| 23. Oktober | Enrico Marone Cinzano                 | italienischer Unternehmer und Fußballfunktionär                                                                 | 73    |       |
| 23. Oktober | Frédéric Neveu Mistral                | französischer Romanist und Provenzalist, Mitglied des Félibrige                                                 | 74    |       |
| 23. Oktober | Alfred Neumann                        | israelischer Architekt mit österreichischen Wurzeln                                                             | 68    |       |
| 23. Oktober | Hans Rheinwald                        | deutscher Agrarwissenschaftler                                                                                  | 65    |       |
| 23. Oktober | Christian Schaible                    | deutscher Politiker (FDP)                                                                                       | 76    |       |
| 23. Oktober | Naima Wifstrand                       | schwedische Schauspielerin und Operettensängerin (Mezzosopran)                                                  | 78    |       |
| 24. Oktober | Francis Drew                          | australischer Kugelstoßer                                                                                       | 58    |       |
| 24. Oktober | Karl Kriete                           | deutscher Maler und Hochschullehrer                                                                             | 81    |       |
| 24. Oktober | Josef Kurth                           | deutscher Komponist, Sänger und Texter                                                                          | 74    |       |
| 24. Oktober | Hans-Jürgen Stammer                   | deutscher Zoologe, Ökologe und Direktor des Zoologischen Instituts der Universität Erlangen                     | 69    |       |
| 24. Oktober | Christine Teusch                      | deutsche Politikerin (Zentrum, CDU), MdR, MdL und Kultusministerin in Nordrhein-Westfalen                       | 80    |       |
| 25. Oktober | Karl Boldt                            | deutscher Buchdrucker und Verleger                                                                              | 84    |       |
| 25. Oktober | Hans Elfgen                           | deutscher Verwaltungsjurist, Rechtsanwalt und Regierungspräsident des Regierungsbezirks Köln (1927–1933)        | 79    |       |
| 25. Oktober | Rudolf Forster                        | österreichischer Schauspieler                                                                                   | 83    |       |
| 25. Oktober | Herbert Frenzel                       | deutscher Romanist und Italianist                                                                               | 55    |       |
| 25. Oktober | Al Hoosman                            | US-amerikanischer Boxer und Schauspieler                                                                        | 50    |       |
| 25. Oktober | Otho Lovering                         | US-amerikanischer Filmeditor                                                                                    | 77    |       |
| 25. Oktober | Muraoka Hanako                        | japanische Schriftstellerin und Übersetzerin                                                                    | 75    |       |
| 25. Oktober | Jean Schlumberger                     | deutsch-französischer Journalist und Schriftsteller                                                             | 91    |       |
| 25. Oktober | Cecelia Wolstenholme                  | britische Schwimmerin                                                                                           | 53    |       |
| 26. Oktober | Julia Bastin                          | belgische Romanistin, Mediävistin und Übersetzerin                                                              | 80    |       |
| 26. Oktober | Sergei Natanowitsch Bernstein         | russischer Mathematiker                                                                                         | 88    |       |
| 26. Oktober | Antoine Borel                         | Schweizer Politiker (LPS)                                                                                       | ≈83   |       |
| 26. Oktober | Rudolf Grewe                          | deutscher Chemiker                                                                                              | 58    |       |
| 26. Oktober | Jean Hyppolite                        | französischer Philosoph                                                                                         | 61    |       |
| 26. Oktober | Marshal H. Wrubel                     | US-amerikanischer Astronom                                                                                      | 44    |       |
| 27. Oktober | Aldo Campoamor                        | argentinischer Tangosänger                                                                                      | 54    |       |
| 27. Oktober | Herbert Gardemin                      | deutscher Orthopäde und Hochschullehrer                                                                         | 64    |       |
| 27. Oktober | Hans Liebig                           | deutscher Politiker und Mitglied der Weimarer Nationalversammlung                                               | 90    |       |
| 27. Oktober | Lise Meitner                          | österreichische Kernphysikerin                                                                                  | 89    |       |
| 27. Oktober | Mateo Múgica Urrestarazu              | spanischer Bischof                                                                                              | 98    |       |
| 28. Oktober | Wilber M. Brucker                     | US-amerikanischer Politiker                                                                                     | 74    |       |
| 28. Oktober | Hans Cramer                           | deutscher Offizier, zuletzt General der Panzertruppe                                                            | 72    |       |
| 28. Oktober | Konrad Johannesson                    | kanadischer Eishockeyspieler                                                                                    | 72    |       |
| 28. Oktober | Annedore Leber                        | deutsche Publizistin und Politikerin (SPD), MdA                                                                 | 64    |       |
| 28. Oktober | Maria May                             | deutsche Textildesignerin                                                                                       | 68    |       |
| 28. Oktober | Karl Rabe                             | österreichischer Konstrukteur für Porsche                                                                       | 72    |       |
| 28. Oktober | Milton Weber                          | US-amerikanischer Violinist                                                                                     | 58    |       |
| 29. Oktober | Lucien Bechmann                       | französischer Architekt, Architekturtheoretiker                                                                 | 88    |       |
| 29. Oktober | Charles Dubois                        | Schweizer Militärperson                                                                                         | 77    |       |
| 29. Oktober | Gerhard Hettner                       | deutscher Physiker, Leiter des Lehrstuhls für theoretische Physik an der TU München                             | 76    |       |
| 29. Oktober | Marius Moutet                         | französischer Politiker (SFIO)                                                                                  | 92    |       |
| 29. Oktober | José Antonio Quiroga Chinchilla       | bolivianischer Politiker                                                                                        | 70    |       |
| 29. Oktober | Marius Ulfrstad                       | norwegischer Komponist                                                                                          | 78    |       |
| 30. Oktober | Julie Bauer                           | Fotografin in Karlsruhe                                                                                         | 89    |       |
| 30. Oktober | Fernando Casas Alemán                 | mexikanischer Botschafter                                                                                       | 63    |       |
| 30. Oktober | Heinz Dähnhardt                       | deutscher Journalist und Dozent in der Erwachsenenbildung                                                       | 71    |       |
| 30. Oktober | Rose Wilder Lane                      | US-amerikanische Schriftstellerin und politische Theoretikerin                                                  | 81    |       |
| 30. Oktober | Herbert Mehlhorn                      | deutscher SS-Führer und Gestapobeamter                                                                          | 65    |       |
| 30. Oktober | Ramón Novarro                         | mexikanisch-amerikanischer Stummfilmschauspieler                                                                | 69    |       |
| 30. Oktober | Alfred de Quervain                    | Schweizer Theologe reformierter Konfession                                                                      | 72    |       |
| 30. Oktober | Conrad Richter                        | US-amerikanischer Schriftsteller                                                                                | 78    |       |
| 31. Oktober | Walter Holzhausen                     | deutscher Kunsthistoriker und Museumsdirektor                                                                   | 72    |       |
| 31. Oktober | Elsa Nöbbe                            | deutsche Malerin                                                                                                | 76    |       |
| 31. Oktober | William X. O’Brien                    | irischer Politiker und Gewerkschafter                                                                           | 87    |       |
| 31. Oktober | William Perlberg                      | US-amerikanischer Filmproduzent                                                                                 | 68    |       |
| 31. Oktober | Hans Thomsen                          | deutscher Diplomat                                                                                              | 77    |       |
| 31. Oktober | Giulio Del Torre                      | italienischer Schauspieler und Filmregisseur                                                                    |       |       |
| 31. Oktober | Josef Tzöbl                           | österreichischer Politiker (CSP), Mitglied des Bundesrates                                                      | 68    |       |
| 31. Oktober | Ugo Zagato                            | italienischer Automobildesigner                                                                                 | 78    |       |
| Oktober     | Eric Sweeney                          | englischer Fußballspieler                                                                                       |       |       |
| Oktober     | William Varley                        | US-amerikanischer Ruderer                                                                                       | 87    |       |

## November
| Tag          | Name                               | Beruf, bekannt als                                                                                              | Alter | Beleg |
| ------------ | ---------------------------------- | --- | ----- | ----- |
| 1. November  | Walter Albert Bauer                | deutscher Unternehmer und Industrieller                                                                         | 66    |       |
| 1. November  | Nikola Fink                        | jugoslawischer Zoologe                                                                                          | 73    |       |
| 1. November  | Wilhelm Frass                      | österreichischer Bildhauer                                                                                      | 82    |       |
| 1. November  | Ludowika Jakobsson                 | deutsch-finnische Eiskunstläuferin                                                                              | 84    |       |
| 1. November  | Georgios Papandreou                | griechischer Politiker                                                                                          | 80    |       |
| 1. November  | Ben Edwin Perry                    | US-amerikanischer Klassischer Philologe und Hochschullehrer                                                     | 76    |       |
| 1. November  | Friedrich Quanz                    | deutscher Politiker (CDU), MdL                                                                                  | 76    |       |
| 1. November  | Stjepan Ratković                   | jugoslawischer Pädagoge und Gesandter im Dritten Reich                                                          | 90    |       |
| 1. November  | Gustav Schulze                     | deutscher Radrennfahrer                                                                                         | 88    |       |
| 2. November  | Erich Angermann                    | deutscher Politiker (KPD, SED), Erster Sekretär des VKSK                                                        | 57    |       |
| 2. November  | Leni Behrendt                      | deutsche Schriftstellerin                                                                                       | 74    |       |
| 2. November  | Kurt Gerstenberg                   | deutscher Kunsthistoriker                                                                                       | 82    |       |
| 2. November  | Juan Goldstraj                     | argentinischer Mediziner, Chirurg, Schriftsteller und Übersetzer                                                | 68    |       |
| 2. November  | Ernst Hess                         | Schweizer Dirigent, Komponist und Musikwissenschaftler                                                          | 56    |       |
| 2. November  | Hans Hohberg                       | deutscher Wirtschaftsprüfer und verurteilter Kriegsverbrecher                                                   | 62    |       |
| 2. November  | Fritz Koch                         | deutscher Verwaltungsjurist und Kulturpolitiker                                                                 | 87    |       |
| 2. November  | Meinrad Lorenz                     | Schweizer Bahnhofsarchitekt                                                                                     | 88    |       |
| 2. November  | Otto Most                          | christlicher Philosoph                                                                                          | 63    |       |
| 2. November  | Cayetano Puglisi                   | argentinischer Tangogeiger, Bandleader und Komponist italienischer Herkunft                                     | 66    |       |
| 3. November  | Adolf Abel                         | deutscher Architekt                                                                                             | 85    |       |
| 3. November  | Pino Belli                         | italienischer Schriftsteller, Dokumentarfilmer und Regisseur                                                    | 47    |       |
| 3. November  | Max Müller                         | deutscher Mathematiker                                                                                          | 67    |       |
| 3. November  | Hans Wilhelm Mutzbauer             | deutscher Gartenbauarchitekt                                                                                    | 60    |       |
| 3. November  | Heinrich Pilartz                   | deutscher Numismatiker                                                                                          | 69    |       |
| 3. November  | Kurt Willvonseder                  | österreichischer Prähistoriker und Museumsdirektor                                                              | 65    |       |
| 4. November  | Max Bartoskiewicz                  | deutscher Radrennfahrer                                                                                         | 55    |       |
| 4. November  | Edward R. Burke                    | US-amerikanischer Politiker                                                                                     | 87    |       |
| 4. November  | Horace Gould                       | britischer Autorennfahrer                                                                                       | 47    |       |
| 4. November  | Michel Kikoïne                     | belarussisch-russisch-französischer Maler                                                                       | 76    |       |
| 4. November  | Andre Mairock                      | deutscher Heimatschriftsteller                                                                                  | 66    |       |
| 4. November  | William Wallace                    | US-amerikanischer Filmarchitekt                                                                                 | 62    |       |
| 4. November  | Tachibana Zuichō                   | japanischer Erforscher von Zentralasien                                                                         | 78    |       |
| 5. November  | Max Adler                          | deutscher Schriftsteller                                                                                        | 91    |       |
| 5. November  | Ludwig Wilhelm in Bayern           | Herzog in Bayern                                                                                                | 84    |       |
| 5. November  | Franz Dölger                       | deutscher Byzantinist                                                                                           | 77    |       |
| 5. November  | August Schwingenstein              | deutscher Journalist, Verleger und Politiker (CSU), MdL                                                         | 87    |       |
| 6. November  | August Läpple                      | deutscher Fabrikant                                                                                             | 83    |       |
| 6. November  | József Misnay                      | ungarischer Ballistiker, Offizier                                                                               | 64    |       |
| 6. November  | Charles Münch                      | französischer Dirigent                                                                                          | 77    |       |
| 6. November  | Mangaldas Mancharam Pakvasa        | indischer Politiker, Gouverneur                                                                                 | 86    |       |
| 6. November  | Friedrich Schöttelndreier          | deutscher Landwirt und Politiker (DVP), MdL                                                                     | 91    |       |
| 6. November  | Rolf Seggel                        | deutscher Politiker (FDP), MdBB                                                                                 | 58    |       |
| 6. November  | Chauncey Sparks                    | US-amerikanischer Politiker                                                                                     | 84    |       |
| 6. November  | Wilhelm Tegtmeier                  | deutscher Maler                                                                                                 | 73    |       |
| 7. November  | Walter Blumenberg                  | deutscher Hygieniker und Hochschullehrer                                                                        | 73    |       |
| 7. November  | Alexander Ossipowitsch Gelfond     | russischer Mathematiker                                                                                         | 62    |       |
| 7. November  | Konrad Gorges                      | deutscher Oberbürgermeister von Koblenz und von Trier                                                           | 70    |       |
| 7. November  | Béla Hamvas                        | ungarischer Schriftsteller                                                                                      | 71    |       |
| 7. November  | Michel Hofmann                     | deutscher Jurist und Direktor des Staatsarchivs Würzburg                                                        | 65    |       |
| 7. November  | Otto Kleine                        | deutscher Widerstandskämpfer gegen den Nationalsozialismus                                                      | 69    |       |
| 07. November | Pierre Strauwen                    | belgischer Schwimmer und Schwimmsportfunktionär                                                                 | 82    |       |
| 7. November  | Bodo Wallbrecht                    | deutscher Bauingenieur und Unternehmer                                                                          |       |       |
| 8. November  | Kokomo Arnold                      | US-amerikanischer Blues-Musiker                                                                                 | 67    |       |
| 8. November  | Wendell Corey                      | US-amerikanischer Schauspieler und Politiker                                                                    | 54    |       |
| 8. November  | Peter Mohr Dam                     | färöischer sozialdemokratischer Politiker                                                                       | 70    |       |
| 8. November  | Sal Franzella                      | US-amerikanischer Jazzmusiker                                                                                   | 53    |       |
| 8. November  | Richard Katz                       | deutsch-böhmischer Journalist und Reiseschriftsteller                                                           | 80    |       |
| 8. November  | Juliane Kay                        | österreichische Schriftstellerin und Drehbuchautorin                                                            | 69    |       |
| 8. November  | Hans Wellmann                      | deutscher Politiker (CDU), MdL                                                                                  | 77    |       |
| 9. November  | Mireille Balin                     | französische Schauspielerin                                                                                     | 59    |       |
| 9. November  | Max Hildebert Boehm                | deutscher Volkstumspolitiker und Soziologe                                                                      | 77    |       |
| 9. November  | Georges Delaroche                  | französischer Autorennfahrer                                                                                    | 66    |       |
| 9. November  | Richard Döcker                     | deutscher Architekt und Hochschullehrer                                                                         | 74    |       |
| 9. November  | Hans-Heinz Dräger                  | deutsch-amerikanischer Musikwissenschaftler                                                                     | 58    |       |
| 9. November  | Charles Herlofson                  | norwegischer Fußballspieler                                                                                     | 77    |       |
| 9. November  | Leo Huberman                       | US-amerikanischer Journalist                                                                                    | 65    |       |
| 9. November  | Jan Johansson                      | schwedischer Jazz-Pianist                                                                                       | 37    |       |
| 9. November  | Werner Koll                        | deutscher Pharmakologe                                                                                          | 66    |       |
| 9. November  | Bernhard Menne                     | deutscher Journalist und Publizist                                                                              | 67    |       |
| 9. November  | Gerald Mohr                        | US-amerikanischer Radiosprecher und Filmschauspieler                                                            | 54    |       |
| 9. November  | Antonio Porchia                    | argentinischer Schriftsteller (Lyriker)                                                                         | 82    |       |
| 9. November  | Dieter Sattler                     | deutscher Architekt und Botschafter beim Heiligen Stuhl                                                         | 62    |       |
| 9. November  | Ludwig Wolff                       | deutscher Offizier, zuletzt General der Infanterie im Zweiten Weltkrieg                                         | 75    |       |
| 10. November | Aurél von Kelemen                  | ungarischer Tennisspieler                                                                                       | 80    |       |
| 10. November | Adolf Möller                       | deutscher Ruderer                                                                                               | 91    |       |
| 10. November | Max Moosbauer                      | deutscher Politiker (NSDAP), MdR, Oberbürgermeister der Stadt Passau                                            | 76    |       |
| 10. November | Fred Rebell                        | australischer Einhandsegler                                                                                     | 82    |       |
| 10. November | Thomas Jefferson Ryan              | US-amerikanischer Jurist und Politiker                                                                          | 78    |       |
| 11. November | Dennistoun Burney                  | britischer Marineoffizier, Ingenieur, Unternehmer und Politiker                                                 | 79    |       |
| 11. November | Jeanne Demessieux                  | französische Komponistin, Pianistin, Organistin und Musikpädagogin                                              | 47    |       |
| 11. November | Charley Goldman                    | polnischer Boxer und Boxtrainer                                                                                 | 80    |       |
| 11. November | Doane Harrison                     | US-amerikanischer Filmeditor und Filmproduzent                                                                  | 74    |       |
| 11. November | Santos Iriarte                     | uruguayischer Fußballspieler                                                                                    | 66    |       |
| 11. November | Ernest Thorne                      | britischer Tauzieher                                                                                            | 81    |       |
| 12. November | Alfred Ade                         | deutscher Tierarzt und Naturwissenschaftler                                                                     | 92    |       |
| 12. November | Robert Bossuat                     | französischer Romanist und Mediävist                                                                            | 80    |       |
| 12. November | Marc Goosens                       | belgischer Söldner                                                                                              |       |       |
| 12. November | Hein Minkenberg                    | deutscher Bildhauer der Sakralen Kunst sowie Kunstprofessor in Aachen                                           | 79    |       |
| 12. November | Karl Zuchardt                      | deutscher Schriftsteller und Dramatiker                                                                         | 81    |       |
| 13. November | Berthold Bartosch                  | deutscher Animator und Filmregisseur                                                                            | 74    |       |
| 13. November | Morris Davis                       | kanadischer Komponist, Arrangeur und Dirigent                                                                   | 64    |       |
| 13. November | Carlo Fregosi                      | italienischer Turner                                                                                            | 78    |       |
| 13. November | Hermann Hohn                       | deutscher Offizier, zuletzt Generalleutnant im Zweiten Weltkrieg                                                | 71    |       |
| 13. November | Aenne Kurowski-Schmitz             | deutsche Juristin und Diplomatin                                                                                | 74    |       |
| 13. November | Eidé Norena                        | norwegische Sängerin                                                                                            | 84    |       |
| 13. November | Mimi Scheiblauer                   | Schweizer Rhythmikerin                                                                                          | 77    |       |
| 13. November | Erich Schröder                     | deutscher Mediziner                                                                                             | 75    |       |
| 13. November | Jelisaweta Tarachowskaja           | russische bzw. sowjetische Dichterin, Dramatikerin und Übersetzerin                                             | 77    |       |
| 13. November | Wilhelm Zorn                       | deutscher Agrarwissenschaftler und Hochschullehrer                                                              | 84    |       |
| 14. November | Hilton Jefferson                   | US-amerikanischer Jazz-Saxophonist                                                                              | 65    |       |
| 14. November | Ramón Menéndez Pidal               | spanischer Philologe und Historiker                                                                             | 99    |       |
| 14. November | Paavo Nuotio                       | finnischer Wintersportler und Pesäpallospieler                                                                  | 67    |       |
| 14. November | Franz Schroedter                   | deutscher Filmarchitekt, Filmfirmenmanager, Dokumentarfilmregisseur und -produzent                              | 71    |       |
| 14. November | Peter Swanwick                     | britischer Schauspieler                                                                                         | 46    |       |
| 14. November | Sven Thomsen                       | dänischer Segler                                                                                                | 84    |       |
| 15. November | Charles Bacon                      | US-amerikanischer Leichtathlet                                                                                  | 83    |       |
| 15. November | Hermann Brunnschweiler             | Schweizer Mediziner                                                                                             | 88    |       |
| 15. November | Joseph Haroutunian                 | armenisch-amerikanischer reformierter Theologe                                                                  | 64    |       |
| 15. November | Rolf Henniger                      | deutscher Militär, im Dienst getöteter Grenzsoldat der DDR                                                      | 26    |       |
| 15. November | Horst Körner                       | deutsches Todesopfer der Berliner Mauer                                                                         | 21    |       |
| 15. November | Coleman Lindsey                    | US-amerikanischer Politiker                                                                                     | 76    |       |
| 15. November | Rahi Mo'ayyeri                     | iranischer Dichter                                                                                              | 59    |       |
| 15. November | Karl Schefczik                     | deutscher Heimatforscher                                                                                        | 66    |       |
| 16. November | Augustin Bea                       | deutscher Geistlicher, Kurienkardinal                                                                           | 87    |       |
| 16. November | Carl Bertilsson                    | schwedischer Turner                                                                                             | 79    |       |
| 16. November | Robert A. Cooley                   | US-amerikanischer Entomologe, Arachnologe und Parasitologe                                                      | 95    |       |
| 16. November | Giotto Dainelli                    | italienischer Geologe und Geograf                                                                               | 90    |       |
| 16. November | Karl Dopf                          | österreichischer Journalist und Autor                                                                           | 85    |       |
| 16. November | Gustav Herdan                      | österreichisch-englischer Jurist, Statistiker und Linguist                                                      | 71    |       |
| 16. November | Greet Hofmans                      | niederländische Gesundbeterin und Wunderheilerin                                                                | 74    |       |
| 16. November | Peter Maurus                       | deutscher Politiker (CDU), MdL (Baden-Württemberg)                                                              | 58    |       |
| 16. November | Vicente Lombardo Toledano          | mexikanischer Arbeiterführer                                                                                    | 74    |       |
| 16. November | Hans Rizzi                         | österreichischer Volkswirt sowie Beamter                                                                        | 88    |       |
| 17. November | Heinz Ball                         | deutscher Unternehmer und Erfinder                                                                              | 66    |       |
| 17. November | Ludwig Ey                          | Buchhändler, Verleger und Autor in Hannover                                                                     | 80    |       |
| 17. November | Fritz Fischer                      | deutscher Zeichner und Buchillustrator                                                                          | 57    |       |
| 17. November | Frieda Koenen                      | deutsche Politikerin (KPD, SED)                                                                                 | 78    |       |
| 17. November | Fritz Landauer                     | deutscher Architekt                                                                                             | 85    |       |
| 17. November | Wilhelm Lehmann                    | deutscher Schriftsteller                                                                                        | 86    |       |
| 17. November | Mervyn Peake                       | britischer Schriftsteller und Illustrator                                                                       | 57    |       |
| 18. November | Richard Heuberger der Jüngere      | österreichischer Historiker                                                                                     | 84    |       |
| 18. November | Heini Klopfer                      | deutscher Architekt, Skispringer                                                                                | 50    |       |
| 18. November | Lyda Salmonova                     | tschechische Schauspielerin                                                                                     | 79    |       |
| 18. November | Wilhelm Schorn                     | deutscher Bauingenieur, Statiker und Hochschullehrer                                                            | 73    |       |
| 18. November | Walter Wanger                      | US-amerikanischer Filmproduzent                                                                                 | 74    |       |
| 18. November | Klaus Zweiling                     | deutscher Politiker (SED), Journalist, Physiker und Philosoph                                                   | 68    |       |
| 19. November | Josef Ferschner                    | österreichischer Politiker (ÖVP), Mitglied des Bundesrates                                                      | 76    |       |
| 19. November | Heinrich Klose                     | deutscher Chirurg und Hochschullehrer in Danzig und Ost-Berlin                                                  | 89    |       |
| 19. November | Franz-Paul Lang                    | deutscher Sportfunktionär, Vorstand des Deutschen Leichtathletik-Verbandes                                      | 82    |       |
| 19. November | Alexander Wladimirowitsch Markow   | sowjetischer Astronom und Astrophysiker                                                                         |       |       |
| 19. November | Rudolf Probst                      | deutscher Kunsthändler                                                                                          | 78    |       |
| 20. November | Jerónimo Remorino                  | argentinischer Anwalt, Politiker und Diplomat                                                                   |       |       |
| 20. November | Julius Schulte-Frohlinde           | deutscher Architekt                                                                                             | 74    |       |
| 20. November | Julius Springer der Jüngere        | deutscher Verleger                                                                                              | 88    |       |
| 20. November | Reinhard Winterhoff                | deutscher Generalintendant der Luftwaffe im Zweiten Weltkrieg                                                   | 73    |       |
| 21. November | Max Auerbach                       | deutscher Biologe, Naturwissenschaftler und Limnologe                                                           | 89    |       |
| 21. November | Gerald Barry                       | britischer Journalist                                                                                           | 70    |       |
| 21. November | Laureano Guevara                   | chilenischer Maler                                                                                              | 79    |       |
| 21. November | Rudolf Jakubek                     | deutscher Maler und Grafiker                                                                                    | 66    |       |
| 21. November | Hans Carl Nipperdey                | deutscher Jurist                                                                                                | 73    |       |
| 21. November | Hartmut Sierig                     | deutscher promovierter Theaterwissenschaftler und Theologe                                                      | 43    |       |
| 22. November | Edwin Bauer                        | deutscher Fotograf                                                                                              | 95    |       |
| 22. November | Traute Carlsen                     | deutsche Schauspielerin                                                                                         | 81    |       |
| 22. November | Alfred Kühn                        | deutscher Zoologe und Genetiker                                                                                 | 83    |       |
| 22. November | Alma Motzko                        | österreichische Historikerin und Politikerin (CSP/VF) und Stadträtin in Wien (1920–1934)                        | 81    |       |
| 22. November | Ernst Ronnecker                    | deutscher Schauspieler und Hörspielsprecher                                                                     | 45    |       |
| 23. November | Gustav Einecke                     | deutscher Bergwerksdirektor und Hochschullehrer                                                                 | 91    |       |
| 23. November | Josef Meller                       | österreichischer Augenarzt                                                                                      | 94    |       |
| 23. November | Franz Schneller                    | deutscher Dramaturg, Regisseur und Schriftsteller                                                               | 79    |       |
| 23. November | Reinhold Svensson                  | schwedischer Jazzpianist                                                                                        | 48    |       |
| 23. November | Salomon Wininger                   | österreichischer Lexikograph                                                                                    | 90    |       |
| 24. November | Apollinari Semjonowitsch Bondarzew | russischer Mykologe und Phytopathologe                                                                          | 91    |       |
| 24. November | Hans Alexander Brunner             | österreichischer akademischer Maler                                                                             | 73    |       |
| 24. November | István Dobi                        | ungarischer kommunistischer Politiker                                                                           | 69    |       |
| 24. November | Adolf Wurm                         | deutscher Geologe und Hochschullehrer                                                                           | 82    |       |
| 25. November | Kurt Matern                        | deutscher Architekt und Maler                                                                                   | 84    |       |
| 25. November | Hans Wolfgang Quassowski           | ostpreußischer Familienforscher (Genealoge)                                                                     | 78    |       |
| 25. November | Emil Ritter                        | deutscher Publizist sowie Schriftsteller                                                                        | 86    |       |
| 25. November | Upton Sinclair                     | US-amerikanischer Schriftsteller                                                                                | 90    |       |
| 25. November | Paul Siple                         | US-amerikanischer Polarforscher                                                                                 | 59    |       |
| 25. November | Johannes Thyssen                   | deutscher Philosoph                                                                                             | 76    |       |
| 25. November | Walter Tollmien                    | deutscher Strömungsphysiker                                                                                     | 68    |       |
| 26. November | Ernst Becker-Sassenhof             | deutscher Architekt                                                                                             | 67    |       |
| 26. November | Carmen Coronini                    | österreichische Anatomin                                                                                        | 82    |       |
| 26. November | Emil Dähne                         | deutscher Schachfunktionär                                                                                      | 66    |       |
| 26. November | Ercole Durini di Monza             | italienischer Diplomat, Schriftsteller und Politiker                                                            | 92    |       |
| 26. November | Floyd O’Brien                      | US-amerikanischer Jazz-Posaunist                                                                                | 64    |       |
| 26. November | Harald Pryn                        | dänischer Landschaftsmaler                                                                                      | 77    |       |
| 26. November | Johann Schaeuble                   | deutscher Anthropologe, Erbbiologe und Hochschullehrer                                                          | 64    |       |
| 26. November | Arnold Zweig                       | deutscher Schriftsteller und Politiker, MdV                                                                     | 81    |       |
| 27. November | Pier Giacomo Castiglioni           | italienischer Industriedesigner                                                                                 | 55    |       |
| 27. November | Siegfried Facius                   | deutscher Tischtennisspieler                                                                                    | 53    |       |
| 27. November | Else von Schlitz                   | deutsches Opfer des Nationalsozialismus                                                                         | 86    |       |
| 27. November | Heinrich Schmid                    | österreich-ungarischer Diplomat                                                                                 | 80    |       |
| 27. November | Gotthold Starke                    | deutscher Journalist und Diplomat                                                                               | 72    |       |
| 27. November | Hermann von Valta                  | deutscher Bobfahrer                                                                                             | 68    |       |
| 28. November | Enid Blyton                        | britische Kinderbuchautorin                                                                                     | 71    |       |
| 28. November | Jean Delsarte                      | französischer Mathematiker                                                                                      | 65    |       |
| 28. November | Anny von Orelli                    | schweizerisch-deutsche Schauspielerin                                                                           | 78    |       |
| 28. November | Philipp Sarasin                    | Schweizer Psychiater und Psychoanalytiker                                                                       | 80    |       |
| 28. November | Erwin Wohlfahrt                    | deutscher Opernsänger (Tenorbuffo/Charaktertenor)                                                               | 36    |       |
| 29. November | William Birrell                    | schottischer Fußballspieler und -trainer                                                                        | 71    |       |
| 29. November | Peter Frigast                      | dänischer Tennis- und Golfspieler                                                                               | 78    |       |
| 29. November | Frank Kane                         | US-amerikanischer Anwalt und Werbefachmann sowie Autor zahlreicher Kurzgeschichten, Kriminalromane, Radiosen... | 56    |       |
| 29. November | Leopold von Knobloch               | deutscher Verwaltungsbeamter                                                                                    | 81    |       |
| 29. November | Wilhelm Petersen                   | deutscher Politiker (SPD), MdHB und Gewerkschafter                                                              | 79    |       |
| 30. November | Charles Bartlett                   | britischer Radsportler                                                                                          | 83    |       |
| 30. November | Heinrich Langes                    | deutscher Verwaltungsbeamter und Politiker (CDU), Oberbürgermeister von Hamm                                    | 64    |       |
| 30. November | Rafi Lüderitz                      | deutscher Jazz-Pianist und Schlagzeuger                                                                         | 38    |       |
| 30. November | Paul F. Schenck                    | US-amerikanischer Politiker                                                                                     | 69    |       |
| 30. November | Ismael de la Serna                 | spanischer Maler                                                                                                | 70    |       |
| 30. November | Juan José Tramutola                | argentinischer Fußballtrainer                                                                                   | 66    |       |
| November     | Oskar Aurich                       | deutscher Bildhauer                                                                                             | 91    |       |
| November     | Jakob Caironi                      | Schweizer Radrennfahrer                                                                                         | 66    |       |
| November     | Joy Marshall                       | US-amerikanische Pop- und Jazzsängerin                                                                          | ≈32   |       |
| November     | Jean-Charles Serres                | französischer Botschafter                                                                                       |       |       |

## Dezember
| Tag          | Name                            | Beruf, bekannt als                                                                                     | Alter | Beleg |
| ------------ | ------------------------------- | --- | ----- | ----- |
| 1. Dezember  | Franz Brand                     | österreichischer Politiker (SPÖ), Mitglied des Bundesrates                                             | 81    |       |
| 1. Dezember  | Nicolae Bretan                  | rumänischer Komponist, Opernsänger (Bariton), Regisseur und Musikschriftsteller                        | 81    |       |
| 1. Dezember  | Giuseppe Enrici                 | italienischer Radrennfahrer                                                                            | 74    |       |
| 1. Dezember  | Hugo Haas                       | tschechischer Schauspieler und Regisseur                                                               | 67    |       |
| 1. Dezember  | Darío Moreno                    | jüdisch-türkischer Sänger und Schauspieler                                                             | 47    |       |
| 1. Dezember  | John A. Samford                 | US-amerikanischer Militär, Direktor des Geheimdienstes National Security Agency (1956–1960)            |       |       |
| 2. Dezember  | Adamson-Eric                    | estnischer Maler und Kunsthandwerker                                                                   | 66    |       |
| 2. Dezember  | Hother McCormack Hanschell      | britischer Mediziner                                                                                   |       |       |
| 2. Dezember  | Walter Neumann                  | deutscher Politiker (DDP, FDP), MdBB                                                                   | 76    |       |
| 2. Dezember  | Edward Stevenson                | US-amerikanischer Kostümbildner                                                                        | 62    |       |
| 3. Dezember  | Antonín Borovička               | tschechischer Komponist                                                                                | 73    |       |
| 3. Dezember  | Afonso Botelho                  | portugiesischer General                                                                                | 81    |       |
| 3. Dezember  | Lucien Callamand                | französischer Schauspieler                                                                             | 80    |       |
| 3. Dezember  | Felix Hoffmann                  | deutscher Heimatforscher                                                                               |       |       |
| 3. Dezember  | Gianni Puccini                  | italienischer Filmregisseur und Drehbuchautor                                                          | 54    |       |
| 3. Dezember  | Herbert Schlenger               | deutscher Geograph, Historiker und Volkskundler                                                        | 64    |       |
| 3. Dezember  | Andreas Viehauser               | österreichischer Politiker (ÖVP), Zweiter Landtagspräsident-Stellvertreter in Salzburg                 | 67    |       |
| 4. Dezember  | Ivy Close                       | englische Schauspielerin und Schönheitskönigin                                                         | 78    |       |
| 4. Dezember  | Jack Eaton                      | US-amerikanischer Filmproduzent und -regisseur                                                         | 80    |       |
| 4. Dezember  | Félicien Kempeneers             | belgischer Turner                                                                                      | 78    |       |
| 4. Dezember  | Archie Mayo                     | US-amerikanischer Filmregisseur                                                                        | 77    |       |
| 5. Dezember  | Vladimír Boudník                | tschechischer Maler und Grafiker                                                                       | 44    |       |
| 5. Dezember  | Fred Clark                      | US-amerikanischer Schauspieler                                                                         | 54    |       |
| 5. Dezember  | Ludwig Grabner                  | österreichischer Politiker, Landtagsabgeordneter                                                       | 70    |       |
| 5. Dezember  | Guo Yonghuai                    | chinesischer Aerodynamikexperte                                                                        | 59    |       |
| 5. Dezember  | Anna Kavan                      | britische Schriftstellerin                                                                             | 67    |       |
| 5. Dezember  | Ruth Koser-Michaëls             | deutsche Zeichnerin                                                                                    | 72    |       |
| 5. Dezember  | Erich Thiess                    | deutscher Ökonom und Hochschullehrer                                                                   | 65    |       |
| 6. Dezember  | Hans Engelhardt                 | deutscher Landwirt und Politiker (CSU), MdL Bayern                                                     | 76    |       |
| 6. Dezember  | Richard Mund                    | deutscher Kunstmaler (Spätimpressionismus)                                                             | 83    |       |
| 6. Dezember  | Leopold Zechner                 | österreichischer Politiker (SPÖ), Abgeordneter zum Nationalrat                                         | 84    |       |
| 7. Dezember  | Alfons Brehm                    | deutscher Hockeyspieler                                                                                | 86    |       |
| 7. Dezember  | Curt Emmelius                   | deutscher Eisenbahnbeamter                                                                             | 86    |       |
| 7. Dezember  | Georg Fraustadt                 | deutscher Philologe                                                                                    | 83    |       |
| 7. Dezember  | Friedrich Jonas                 | deutscher Soziologe                                                                                    | 42    |       |
| 7. Dezember  | Walther Kiaulehn                | deutscher Journalist und Schriftsteller                                                                | 68    |       |
| 7. Dezember  | Hans Meinhold                   | deutscher Pastor und Schriftsteller                                                                    | 80    |       |
| 7. Dezember  | Michael Raßhofer                | deutscher Kaufmann                                                                                     | 87    |       |
| 7. Dezember  | Friedrich Schütze               | deutscher Schauspieler und UFA-Besetzungschef                                                          | 77    |       |
| 8. Dezember  | Heinrich Bunge                  | deutscher Politiker (DP, NPD), MdBB                                                                    | 71    |       |
| 8. Dezember  | Toni Hämmerle                   | deutscher Komponist                                                                                    | 53    |       |
| 8. Dezember  | Hermann Jaeckel                 | deutscher Politiker (SPD), Mitglied der Stadtverordnetenversammlung von Groß-Berlin                    | 73    |       |
| 8. Dezember  | Karol Kotula                    | Bischof der Evangelisch-Augsburgischen Kirche in Polen                                                 | 84    |       |
| 8. Dezember  | Siegfried Landshut              | Soziologe und Politologe                                                                               | 71    |       |
| 8. Dezember  | Rudolf Müller-Chappuis          | deutscher Pianist, Klavierpädagoge und Schriftsteller                                                  | 63    |       |
| 8. Dezember  | Eigil Nielsen                   | dänischer Paläontologe                                                                                 | 58    |       |
| 8. Dezember  | Josef Papesch                   | österreichischer Schriftsteller und Kulturpolitiker (NSDAP)                                            | 75    |       |
| 8. Dezember  | Anders Petersen                 | dänischer Sportschütze                                                                                 | 92    |       |
| 8. Dezember  | Florencio Pozadas               | bolivianischer Komponist                                                                               | 29    |       |
| 8. Dezember  | Gerhard Strecke                 | deutscher Musikpädagoge und Komponist                                                                  | 77    |       |
| 9. Dezember  | Gesine Becker                   | deutsche Politikerin (SPD, KPD), MdBB                                                                  | 80    |       |
| 9. Dezember  | Irja Browallius                 | schwedische Autorin                                                                                    | 67    |       |
| 9. Dezember  | Enoch L. Johnson                | US-amerikanischer Politiker                                                                            | 85    |       |
| 9. Dezember  | Manuel Könner                   | deutscher römisch-katholischer Bischof, Prälat von Foz do Iguaçu                                       | 83    |       |
| 9. Dezember  | Artur Paul                      | deutscher General-Ingenieur und Chefingenieur der Luftwaffe, später Brigadegeneral der Bundeswehr      | 69    |       |
| 9. Dezember  | Hans Sivkovich                  | deutscher Politiker (DDP, FVP), MdR                                                                    | 87    |       |
| 9. Dezember  | Walter Steffens                 | deutscher Widerstandskämpfer gegen den Nationalsozialismus, Offizier der NVA                           | 65    |       |
| 9. Dezember  | Harry Stenqvist                 | schwedischer Radrennfahrer und Olympiasieger                                                           | 74    |       |
| 9. Dezember  | Edmund Steppes                  | deutscher Landschaftsmaler                                                                             | 95    |       |
| 10. Dezember | Karl Barth                      | Schweizer Theologe                                                                                     | 82    |       |
| 10. Dezember | Paul Friedländer                | deutscher Philologe                                                                                    | 86    |       |
| 10. Dezember | Willy Gottfried                 | deutscher Radrennfahrer                                                                                | 72    |       |
| 10. Dezember | Fritz Hofbauer                  | österreichischer Schauspieler und Hörspielsprecher                                                     | 84    |       |
| 10. Dezember | Fritz Judtmann                  | österreichischer Architekt und Bühnenbildner                                                           | 69    |       |
| 10. Dezember | Hermann Lerbs                   | deutscher Physiker                                                                                     | 68    |       |
| 10. Dezember | Thomas Merton                   | US-amerikanischer Trappist, Mystiker                                                                   | 53    |       |
| 10. Dezember | Pablo de Rokha                  | chilenischer Dichter                                                                                   | 73    |       |
| 10. Dezember | Steef van Schaik                | niederländischer Politiker und Wirtschaftsmanager                                                      | 80    |       |
| 10. Dezember | Tian Han                        | chinesischer Dramatiker und Lyriker                                                                    | 70    |       |
| 10. Dezember | Stephen Stanislaus Woznicki     | römisch-katholischer Bischof von Saginaw                                                               | 74    |       |
| 11. Dezember | Bob Bartlett                    | US-amerikanischer Politiker                                                                            | 64    |       |
| 11. Dezember | Friedrich Brokmeier             | deutscher Jurist, SPD-Mitglied und Bürgermeister von Neunkirchen                                       | 75    |       |
| 11. Dezember | Edmund Maria Merl               | deutscher Biologe                                                                                      | 79    |       |
| 11. Dezember | Arthur Hays Sulzberger          | US-amerikanischer Herausgeber der New York Times (1935–1957)                                           | 77    |       |
| 11. Dezember | Adelheid Torhorst               | deutsche Politikerin                                                                                   | 84    |       |
| 12. Dezember | Tim Ahearne                     | irischer Dreispringer                                                                                  | 83    |       |
| 12. Dezember | Tallulah Bankhead               | US-amerikanische Schauspielerin                                                                        | 66    |       |
| 12. Dezember | Antonio Cifariello              | italienischer Schauspieler                                                                             | 38    |       |
| 12. Dezember | Carl Felix List                 | deutscher Mediziner                                                                                    | 66    |       |
| 13. Dezember | Louis Delannoy                  | belgischer Radrennfahrer                                                                               | 66    |       |
| 13. Dezember | Johann Koplenig                 | österreichischer Politiker (KPÖ, SPÖ), Abgeordneter zum Nationalrat                                    | 77    |       |
| 13. Dezember | Dorus Nijland                   | niederländischer Radrennfahrer                                                                         | 88    |       |
| 13. Dezember | Josef Odendall                  | deutscher Politiker (NSDAP), MdR                                                                       | 78    |       |
| 13. Dezember | Siegfried Reda                  | deutscher Komponist                                                                                    | 52    |       |
| 13. Dezember | Egon von Wangenheim             | deutscher Politiker (CDU), MdL                                                                         | 69    |       |
| 13. Dezember | Georg Wellhöfer                 | deutscher Fußballspieler                                                                               | 75    |       |
| 14. Dezember | Pierre Allier                   | französischer Jazztrompeter, Arrangeur und Bandleader                                                  | 60    |       |
| 14. Dezember | Joseph Baratz                   | israelischer Kibbutzim und Politiker                                                                   | 78    |       |
| 14. Dezember | Marie Dušková                   | tschechische Dichterin                                                                                 | 65    |       |
| 14. Dezember | Walter Forster                  | österreichischer Drehbuchautor                                                                         | 68    |       |
| 14. Dezember | Ferdinand Grün                  | deutscher Politiker (Zentrum, CDU), MdL                                                                | 82    |       |
| 14. Dezember | Margarete Klose                 | deutsche Opernsängerin (Alt)                                                                           | 69    |       |
| 14. Dezember | Héctor Parra                    | chilenischer Fußballspieler und -trainer                                                               | 77    |       |
| 14. Dezember | Jack Rice                       | US-amerikanischer Schauspieler                                                                         | 75    |       |
| 14. Dezember | Richard Stauch                  | deutscher Komponist, sein Schwerpunkt lag auf Filmmusik                                                | 67    |       |
| 15. Dezember | Antonio Barrette                | kanadischer Diplomat und Politiker, Premierminister von Québec                                         | 69    |       |
| 15. Dezember | Håkon Bryhn                     | norwegischer Segler                                                                                    | 67    |       |
| 15. Dezember | Hans Henning Schreiber          | deutscher evangelisch-lutherischer Geistlicher, Landessuperintendent und Dompropst am Ratzeburger Dom  | 74    |       |
| 15. Dezember | Wolf Wirz                       | Schweizer Politiker der Frontenbewegung                                                                | 57    |       |
| 16. Dezember | Hans Heinrich Berg              | deutscher Internist und Gastroenterologe                                                               | 79    |       |
| 16. Dezember | Eduard Brill                    | deutscher Architekt und Kunstgewerbler                                                                 | 91    |       |
| 16. Dezember | Carlo Costigliolo               | italienischer Turner                                                                                   | 75    |       |
| 16. Dezember | Futabayama Sadaji               | japanischer Sumōringer und der 35. Yokozuna                                                            | 56    |       |
| 16. Dezember | André Metz                      | französischer Offizier und Popularisierer von Physik                                                   | 77    |       |
| 16. Dezember | Jürgen Moll                     | deutscher Fußballspieler                                                                               | 29    |       |
| 16. Dezember | Eduard Reinacher                | elsässisch-deutscher Lyriker, Hörspielautor, Erzähler und Dramatiker                                   | 76    |       |
| 16. Dezember | Jess Willard                    | US-amerikanischer Boxweltmeister im Schwergewicht (1915)                                               | 86    |       |
| 17. Dezember | Charles Virolleaud              | französischer Orientalist, Archäologe, Religionswissenschaftler und Schriftsteller                     | 89    |       |
| 18. Dezember | Maria Beyerle                   | deutsche Pädagogin und Politikerin (Zentrum, BCSV, CDU)                                                | 86    |       |
| 18. Dezember | Segismundo Casado               | spanischer Oberst der Zweiten Spanischen Republik                                                      | 75    |       |
| 18. Dezember | Dorothy Garrod                  | britische Prähistorikerin                                                                              | 76    |       |
| 18. Dezember | Giovanni Messe                  | italienischer Marschall und Politiker                                                                  | 85    |       |
| 18. Dezember | Chana Orloff                    | israelische Bildhauerin                                                                                | 80    |       |
| 18. Dezember | Leslie M. Scott                 | US-amerikanischer Historiker, Zeitungsverleger und Politiker (Republikanische Partei)                  | 90    |       |
| 18. Dezember | Zoltan Székessy                 | deutscher Bildhauer                                                                                    | 69    |       |
| 19. Dezember | Tiberiu Brediceanu              | rumänischer Komponist und Politiker                                                                    | 91    |       |
| 19. Dezember | Bentley Collingwood Hilliam     | englischer Sänger, Songwriter, Komponist und Schauspieler                                              | 78    |       |
| 19. Dezember | Lionel Hitchman                 | kanadischer Eishockeyspieler                                                                           | 67    |       |
| 19. Dezember | Everardo López Alcocer          | mexikanischer Geistlicher, Bischof von Autlán                                                          | 52    |       |
| 19. Dezember | Johannes Lücke                  | deutscher Politiker (SPD), MdB                                                                         | 67    |       |
| 19. Dezember | Richard Queck                   | deutscher Fußballspieler                                                                               | 80    |       |
| 19. Dezember | Norman Thomas                   | US-amerikanischer Sozialist                                                                            | 84    |       |
| 20. Dezember | Bernhard Brockamp               | deutscher Geophysiker und Polarforscher                                                                | 66    |       |
| 20. Dezember | Max Brod                        | tschechischer Schriftsteller                                                                           | 84    |       |
| 20. Dezember | Stane Kmet                      | jugoslawischer Skilangläufer                                                                           | 75    |       |
| 20. Dezember | Edith Lambelle Langerfeld       | US-amerikanische Tänzerin                                                                              | 85    |       |
| 20. Dezember | Frank Pelleg                    | israelischer Musiker, Komponist und Dirigent                                                           | 58    |       |
| 20. Dezember | Van Nest Polglase               | US-amerikanischer Art Director                                                                         | 70    |       |
| 20. Dezember | Cornelius Vander Starr          | US-amerikanischer Unternehmer                                                                          | 76    |       |
| 20. Dezember | John Steinbeck                  | US-amerikanischer Autor                                                                                | 66    |       |
| 20. Dezember | Johann Willenberg               | deutscher Politiker (DZP), MdL                                                                         | 80    |       |
| 21. Dezember | Leon Epp                        | österreichischer Schauspieler                                                                          | 63    |       |
| 21. Dezember | Julius Kaufmann                 | deutscher Maler und Grafiker                                                                           | 73    |       |
| 21. Dezember | James Kennaway                  | britischer Schriftsteller und Drehbuchautor                                                            | 40    |       |
| 21. Dezember | Kurt Maix                       | österreichischer Bergsteiger und Autor                                                                 | 61    |       |
| 21. Dezember | Vittorio Pozzo                  | italienischer Fußballspieler und -trainer                                                              | 82    |       |
| 21. Dezember | Ulla Procopé                    | finnische Designerin                                                                                   | 47    |       |
| 21. Dezember | Hugo Rahner                     | deutscher Jesuit, Theologe und Historiker                                                              | 68    |       |
| 22. Dezember | Eduard Jacobshagen              | deutscher Anatom                                                                                       | 82    |       |
| 22. Dezember | Karl Laue                       | deutscher Sportfunktionär, Präsident des Niedersächsischen Fußballverbandes, Aufsichtsratsvorsitzender | 62    |       |
| 22. Dezember | Gastone Novelli                 | italienischer Maler, Grafiker, Keramiker und Kunstdozent                                               | 43    |       |
| 23. Dezember | Marcel Alessandri               | französischer General                                                                                  | 73    |       |
| 23. Dezember | Gustav Altenhain                | deutscher Politiker (FDP), MdL                                                                         | 77    |       |
| 23. Dezember | Curt Böhme                      | deutscher Politiker, MdV; Oberbürgermeister von Gera                                                   | 79    |       |
| 23. Dezember | Edgar Glässer                   | deutscher Romanist                                                                                     | 58    |       |
| 23. Dezember | Heinrich Heer                   | Schweizer Politiker (DP)                                                                               | 68    |       |
| 23. Dezember | Henry Meyer-Brockmann           | deutscher Zeichner, Illustrator, Pressezeichner und Karikaturist                                       | 55    |       |
| 23. Dezember | Otto Miesterek                  | deutscher Politiker (KPD), MdL                                                                         | 74    |       |
| 23. Dezember | Felix Smetana                   | deutsch-österreichischer Bühnenbildner und Filmarchitekt                                               | 61    |       |
| 24. Dezember | Franjo Bažant                   | jugoslawisch-kroatischer Fußballschiedsrichter                                                         |       |       |
| 24. Dezember | Jean de Bourgoing               | französisch-österreichischer Schriftsteller                                                            | 90    |       |
| 24. Dezember | Max Brüning                     | deutscher Maler                                                                                        | 81    |       |
| 24. Dezember | Leopold Giese                   | deutscher Kunsthistoriker                                                                              | 83    |       |
| 24. Dezember | Emma Kurz-Wilhelmi              | deutsche Malerin und Kunsterzieherin                                                                   | 82    |       |
| 24. Dezember | Tina Lawton                     | australische Folksängerin                                                                              | 24    |       |
| 24. Dezember | Philip Merlan                   | österreichisch-amerikanischer Philosophiehistoriker                                                    | 71    |       |
| 24. Dezember | Knud Rex                        | dänischer Schauspieler                                                                                 | 56    |       |
| 24. Dezember | Fritz Riebold                   | deutscher Schriftsteller und Pfadfinderführer, später Pfarrer                                          | 80    |       |
| 24. Dezember | Hans Spiecker                   | deutscher Politiker (CDU), MdL                                                                         | 77    |       |
| 24. Dezember | Frank Troeh                     | US-amerikanischer Sportschütze                                                                         | 86    |       |
| 25. Dezember | Franz Bi                        | deutscher Architekt und Filmarchitekt                                                                  | 69    |       |
| 25. Dezember | Phra Chenduriyang               | thailändischer Komponist, Kapellmeister, Musiklehrer, -sammler und -arrangeur                          | 85    |       |
| 25. Dezember | Philipp Harth                   | deutscher Bildhauer                                                                                    | 83    |       |
| 25. Dezember | Otto Hemmer                     | deutscher Oberbürgermeister                                                                            | 56    |       |
| 25. Dezember | Josef Müllner                   | österreichischer Bildhauer                                                                             | 89    |       |
| 26. Dezember | Gerhard Colm                    | deutsch-amerikanischer Nationalökonom und amerikanischer Präsidentenberater                            | 71    |       |
| 26. Dezember | Walter Ehrlich                  | deutscher Philosoph                                                                                    | 72    |       |
| 26. Dezember | Arthur Fellig                   | US-amerikanischer Fotograf                                                                             | 69    |       |
| 26. Dezember | Hermann Handler                 | österreichischer Politiker (CSP), Landtagsabgeordneter                                                 | 86    |       |
| 26. Dezember | Roger Hellot                    | französischer Automobilrennfahrer                                                                      | 69    |       |
| 26. Dezember | Kawakami Santarō                | japanischer Senryū-Dichter                                                                             | 77    |       |
| 26. Dezember | Kenneth Scott Latourette        | US-amerikanischer Sinologe, Historiker und Missionswissenschaftler                                     | 84    |       |
| 27. Dezember | Bruno Adler                     | deutscher Literaturwissenschaftler                                                                     | 79    |       |
| 27. Dezember | Victor Heintz                   | US-amerikanischer Politiker (Republikanische Partei)                                                   | 92    |       |
| 27. Dezember | Erich Herrscher                 | deutscher Gestapo-Mitarbeiter, SS-Führer                                                               | 71    |       |
| 27. Dezember | Dorkas Reinacher-Härlin         | deutsche Keramikerin                                                                                   | 83    |       |
| 27. Dezember | Julius Rüb                      | deutscher Landwirt und Politiker (SPD), MdL                                                            | 82    |       |
| 27. Dezember | Glauco Servadei                 | italienischer Radrennfahrer                                                                            | 55    |       |
| 27. Dezember | Nugent Slaughter                | US-amerikanischer Filmtechniker                                                                        | 80    |       |
| 27. Dezember | Eleonore Sterling               | deutsche Politologin                                                                                   | 43    |       |
| 27. Dezember | Edmund Clifton Stoner           | englischer Physiker                                                                                    | 69    |       |
| 27. Dezember | Emil Theil                      | deutscher Politiker (SPD), MdBB und Senator, MdB                                                       | 76    |       |
| 28. Dezember | Charlie Becker                  | deutschamerikanischer kleinwüchsiger Schauspieler                                                      | 81    |       |
| 28. Dezember | Maximilian Ehrenstein           | deutschamerikanischer Biochemiker                                                                      | 69    |       |
| 28. Dezember | Alexander Friedrich             | deutscher Radierkünstler, Holzschneider und Mosaizist des frühen Expressionismus                       | 73    |       |
| 28. Dezember | Fernando Giudicelli             | brasilianischer Fußballspieler                                                                         | 65    |       |
| 28. Dezember | Jean Weigle                     | Schweizer Physiker und Molekularbiologe                                                                | 67    |       |
| 29. Dezember | Lila Clunas                     | schottisch-britische Lehrerin, Suffragette und Politikerin                                             | 92    |       |
| 29. Dezember | Hans Ewers                      | deutscher Politiker (DP), MdL, MdB                                                                     | 81    |       |
| 29. Dezember | Austin Farrer                   | englischer Theologe und Philosoph                                                                      | 64    |       |
| 29. Dezember | Heinrich Hohl                   | deutscher Landwirt und Politiker (CNBL, CDU), MdB                                                      | 68    |       |
| 30. Dezember | Hans Asmussen                   | deutscher Geistlicher, schleswig-holsteinischer lutherischer Pastor                                    | 70    |       |
| 30. Dezember | Hans Dieter                     | deutscher Landschaftsmaler des Impressionismus und Dichter                                             | 87    |       |
| 30. Dezember | Arthur Fischer-Colbrie          | Schriftsteller und Beamter am Oberösterreichischen Landesmuseum                                        | 73    |       |
| 30. Dezember | Heinrich Kandl                  | österreichischer Gewerkschafter                                                                        | 93    |       |
| 30. Dezember | Trygve Lie                      | norwegischer Politiker, Mitglied des Storting, Generalsekretär der Vereinten Nationen (1946–1952)      | 72    |       |
| 30. Dezember | Cleto Loayza Gumiel             | katholischer Geistlicher, Bischof von Potosí                                                           | 80    |       |
| 30. Dezember | Kirill Afanassjewitsch Merezkow | sowjetischer Offizier, zuletzt Marschall der Sowjetunion                                               | 71    |       |
| 30. Dezember | Wolfgang Sucker                 | deutscher evangelischer Theologe                                                                       | 63    |       |
| 31. Dezember | Carl Ahues                      | deutscher Schachspieler                                                                                | 85    |       |
| 31. Dezember | Hans G. Bentz                   | deutscher Schriftsteller                                                                               | 66    |       |
| 31. Dezember | John Garden                     | australischer Politiker                                                                                | 86    |       |
| 31. Dezember | George Lewis                    | US-amerikanischer Jazz-Musiker                                                                         | 68    |       |
| 31. Dezember | Karl Merck                      | deutscher Industrieller                                                                                | 82    |       |
| 31. Dezember | Alfred Schmid                   | Schweizer Naturwissenschaftler, Erfinder und Philosoph                                                 | 69    |       |
| Dezember     | Paul L. Baldeh                  | gambischer Politiker                                                                                   |       |       |